# Hrastovica
Hrastovica je gradsko naselje grada Petrinje u Sisačko-moslavačkoj županiji.
Današnje naselje Hrastovica smjestilo se nekoliko kilometara južno od Grada Petrinje, leži na brežuljcima oko rječice Petrinjčice podno Hrastovičke gore na kojoj leže ostaci stare obrambene utvrde Hrastovica, nekadašnje sjedište Hrastovičke (Banijske) Kapetanije. Naselje Hrastovica ima preko 500 stanovnika, po etničkoj strukturi to je homogeno Hrvatsko naselje na Banovini. Od gospodarstva najznačajnije je poljodjelstvo koje je osobito razvijeno. U Hrastovici postoji skijalište, sanjkalište Vrelo i vučnica.

## Stanovništvo
| broj stanovnika | 579   | 735   | 711   | 770   | 821   | 835   | 771   | 778   | 605   | 613   | 645   | 602   | 582   | 584   | 507   | 464   | 402   |
|                 | 1857. | 1869. | 1880. | 1890. | 1900. | 1910. | 1921. | 1931. | 1948. | 1953. | 1961. | 1971. | 1981. | 1991. | 2001. | 2011. | 2021. |

## Poznati
- Dinko Dedić, novinar

## Šport
- NK Sloga Hrastovica (1. ŽNL Sisačko-moslavačka, NS Sisak, 2008./09.)

Tradicionalno se održava Bartolovski malonogometni turnir.